# Heizmannia indica
Heizmannia indica är en tvåvingeart som först beskrevs av Theobald 1905.  Heizmannia indica ingår i släktet Heizmannia och familjen stickmyggor. Inga underarter finns listade i Catalogue of Life.